# Drosophila boliviensis
Drosophila boliviensis är en tvåvingeart som beskrevs av Oswald Duda 1927. Drosophila boliviensis ingår i släktet Drosophila och familjen daggflugor.
Artens utbredningsområde är Bolivia.